# Хронология истории Израиля
В этом списке представлены события в истории Государства Израиль, имевшие общественно-политическое значение.
Об истории территории Израиля до возникновения Государства Израиль см.: История Палестины.

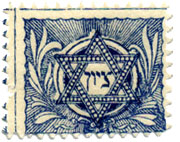
Марка Еврейского национального фонда, Эфраим Моше Лилиен, Вена, 1901—1902. Надпись: Сион (צִיּוֹן)

Образованию Государства Израиль предшествовали стремления евреев-сионистов создать еврейское государство на его исторической территории. Создатель политического сионизма, Теодор Герцль, написавший книгу «Еврейское государство» внёс в создание Государства Израиль существенный вклад.
29 ноября 1947 года Генеральная Ассамблея ООН приняла решение по разделу Палестины на еврейское и арабское государства, Иерусалим должен был оставаться под контролем ООН (резолюция № 181).

## До Шестидневной войны
1948
- 14 мая Давид Бен-Гурион объявил о создании независимого Государства Израиль.
- 15 мая Началась Арабо-израильская война 1948—1949 годов (Война за независимость Израиля).
- 21 мая На основе подразделения «Хагана Шерут Авир» («Воздушная служба Хаганы») учреждены ВВС Израиля («Хель ха’Авир»).
- 28 мая Подписан приказ о создании Армии обороны Израиля (Цахал). Все военные силы, не примкнувшие к ней, были объявлены вне закона.
- 22 июня У побережья Тель-Авива по приказу Бен-Гуриона обстрелян и уничтожен корабль Альталена с грузом оружия, предназначенного отрядам Иргуна
- 29 июня Бойцы ЦАХАЛа дали присягу на верность государству Израиль.
- 1 июля Завершилась эвакуация британских войск.
- 13 июля Введены карточки на обувь, одежду, текстиль.
- 23 июля Учреждён Верховный суд Израиля (БАГАЦ).
- 13 августа Введён обязательный призыв женщин в армию.
- 3 сентября В Москву прибыла в качестве первого посла Государства Израиль Голда Меир.
- 7 сентября Убит эмиссар ООН граф Фольке Бернадотт. Убийцы (террористы из еврейской организации «Лехи») арестованы, осуждены на тюремное заключение, но почти сразу отпущены на свободу.
- 20 октября Менахем Бегин учредил партию Херут.
- 16 ноября СБ ООН принял резолюцию о прекращении военных действий в Палестине.

1949
- 25 января Прошли первые выборы в Кнессет.
- 16 февраля Хаим Вейцман избран президентом государства Израиль.
- 24 февраля Подписано соглашение о перемирии с Египтом.
- 8 марта Израильские войска без боя вошли в Ум Рашраш (совр. Эйлат).
- 23 марта Подписано соглашение о перемирии с Ливаном.
- 13 мая Государство Израиль было принято в ООН
- 20 июля Заключено перемирие с Сирией.
- 18 сентября Останки Теодора Герцля были перезахоронены на горе Герцля в Иерусалиме.
- 15 октября Объединены муниципалитеты Яффо и Тель-Авива.
- 7 ноября Давид Бен-Гурион объявил Иерусалим столицей Израиля.
- 20 ноября Еврейское население Израиля достигло одного миллиона.

1950
- 28 мая Абба Эвен назначен вторым послом Израиля в Москве.
- 4 июля Принят Закон о возвращении. Согласно закону евреем считается тот, у кого бабка или дед — евреи.
- 13 августа Принят Закон о наказании и преследовании нацистских преступников и их пособников.

1951
- 30 июля Прошли выборы в Кнессет 2-го созыва.

1952
- 9 января Кнессет утвердил Закон о принятии репараций из Германии.
- 9 ноября Скончался президент страны Хаим Вейцман.
- 8 декабря Ицхак Бен-Цви избран президентом государства Израиль.

1953
- 13 января Заявление ТАСС о раскрытии сионистского заговора с целью уничтожения руководства СССР.
- 9 февраля Взрыв бомбы в советском посольстве в Тель-Авиве. Никто не пострадал.
- 12 февраля СССР заявил о разрыве дипотношений с Израилем.
- 1 ноября Антисемитская кампания в Венгрии. 30 руководителей ВРП — евреев, покончили с собой.
- 7 декабря Давид Бен-Гурион заявляет об уходе в отставку и удаляется в кибуц Сде-Бокер.

1954
- 26 января Моше Шарет становится премьер-министром.
- 8 декабря Провал израильской агентурной сети в Египте. Арестовано 13 египетских евреев (Операция «Сусанна» и Дело Лавона).

1955
- 21 февраля Давид Бен-Гурион возвращается в правительство Израиля в качестве министра обороны.
- 23 февраля «Отряд 101» под командованием Ариэля Шарона проводит акцию возмездия на египетской территории, в ответ на вылазки террористов-федаюнов. Убито 42 египетских солдата.
- 26 июля Выборы в Кнессет 3-го созыва.
- 3 ноября Давид Бен-Гурион снова становится премьер-министром.

1956
- 12 января Увеличена месячная норма выдачи яиц с 9 до 10. Снижены цены на яйца на свободном рынке.
- 29 октября Начало операции Кадеш. За 7 дней боев заняты Синай, Газа. Полный разгром египетской армии. Взято более 5000 пленных.

1959
- 8 июля Беспорядки в Вади Салиб — демонстрации восточных евреев по всей стране в знак протеста против дискриминации. Израильское правительство создает комиссию по расследованию этнической дискриминации. Комиссия оказалась не способна принять определённые решения и была распущена.
- 14 сентября По просьбе писателя Агнона запрещено движение по улице, где он живёт, в районе Тальпиот, Иерусалим, поскольку шум машин мешает ему сосредоточиться на творчестве.
- 3 ноября Выборы в Кнессет 4-го созыва.

1960
- 23 мая Опубликовано сообщение о поимке Адольфа Эйхмана.
- 21 декабря Давид Бен-Гурион признает факт строительства Израилем атомного реактора в Димоне.

1961
- 31 января Давид Бен-Гурион заявляет об уходе в отставку в связи с Делом Лавона.
- 11 апреля В иерусалимском Бейт ха—Ам начался суд над Эйхманом.
- 15 августа Выборы в Кнессет 5-го созыва.
- 15 декабря Суд приговорил Эйхмана к смертной казни.

1962
- 31 мая В 4.35 Эйхман был повешен. Это единственный смертный приговор, вынесенный израильским судом и приведённый в исполнение.

1963
- 21 апреля Открытие в Иерусалиме первой международной книжной ярмарки с участием издателей СССР и Германии.
- 16 июня Отставка Бен-Гуриона. Премьер—министром назначен Леви Эшколь.

1964
- 26 мая — 3 июня В Израиле проходит финальный этап Кубка Азии по футболу, победу в котором одержали хозяева.
- 13 ноября Первый бой израильских (французских) Миражей и сирийских (советских) МиГов закончился победой израильтян.

1965
- 31 января Фильм Эфраима Кишона «Салах Шабати» получает «Золотой глобус» Голливуда за лучший иностранный фильм.
- 11 мая Открытие Музея Израиля в Иерусалиме.
- 12 мая Установление дипломатических отношений между ФРГ и Израилем.
- 2 ноября Выборы в Кнессет 6-го созыва МАПАЙ 45, РАФи 10. ГАХАЛ 26.

1966
- 17 апреля В США опубликованы снимки реактора в Димоне. По американскому телевидению объявлено, что Израиль готов к производству атомного оружия.
- 15 августа Завербованный «Моссад» иракский лётчик, подполковник Мунир Редфа, угнал в Израиль новейший истребитель МиГ-21 — Операция «Пенициллин»[1].

1967
- 9 апреля Отменён запрет на демонстрацию немецких фильмов.
- 22 мая Насер закрыл Тиранский пролив для Израиля, заявив: «Если Израиль хочет войны — добро пожаловать».
- 1 июня Начало мобилизации. Отменены свадьбы, бар-мицвы, выпускные вечера в школах.
- 5 июня В 7.45 израильские самолеты начали атаку на египетские аэродромы. Авиация Египта уничтожена в течение 3 часов. Начало Шестидневной войны
- 7 июня «Храмовая гора в наших руках» . Начальник генштаба Моше Даян отдает контроль над Храмовой горой арабскому ВАКФу.
- 10 июня Голаны в руках Израиля. Дорога на Дамаск открыта. Болгария, Венгрия, Польша, Чехословакия, Югославия разрывают дипломатические отношения с Израилем.
- 13 июня Начата расчистка площади перед стеной Плача. Арабы эвакуированы.

## От Шестидневной войны до Войны Судного дня
1967
- 21 октября — Военные корабли Египта вблизи побережья Синайского полуострова потопили израильский эсминец «Эйлат». Из состава экипажа корабля погибли 47 человек.

1968
- 25 января Гибель подводной лодки Дакар
- 28 декабря Отряд парашютистов под командой Рафаэля Эйтана занял Бейрутский аэропорт. Это была акция возмездия за нападение на израильский самолет за три дня до этого. Уничтожено 14 самолетов. Никто из пассажиров не пострадал.

1969
- 9 марта Начало основной фазы Войны на истощение.
- 19 марта В Израиль репатриировалась певица Нехама Лифшицайте.
- 4 августа Вместо умершего Леви Эшколя премьер ЦК Аводы избирает премьер-министром Голду Меир.
- 28 октября Выборы в Кнессет 7-го созыва.
- 7 ноября БАГАЦ разрешает работу ТВ в субботу.
- 24 декабря Израильтяне угнали из порта Шербур 5 ракетных катеров — Операция «Ноев ковчег». Заказ был оплачен, но Франция отказалась передать готовые суда Израилю.
- 26 декабря Израильтяне похищают в Египте новый советский радар.

1970
- 2 июня Сборная Израиля по футболу впервые в своей истории приняла участие в Чемпионате мира в Мексике.
- 17 сентября Чёрный сентябрь. Восстание Организации освобождения Палестины с целью захвата власти в Иордании.
- 28 сентября Смерть Насера. Президентом Египта становится Анвар Садат.
- 25 декабря Приговор по ленинградскому делу. За попытку угона самолёта Кузнецову и Дымшицу объявлена смертная казнь (которая позже, по просьбе президента США Никсона, была заменена на длительные сроки заключения).

1971
- 26 марта Демонстрация «чёрных пантер» в Тель-Авиве.

1972
- 30 июня Бойня в аэропорту Лод. 25 убитых , 72 раненых. 2 террористов были застрелены, а один схвачен. Террорист — японец был приговорен в Японии к пожизненному заключению.
- 3 августа Советские власти вводят плату за дипломы для желающих репатриироваться в Израиль.
- 5 сентября Террористы Организации освобождения Палестины убили 11 израильских спортсменов на олимпиаде в Мюнхене. В Израиле объявлен всеобщий траур, а Олимпиада продолжается. Все палестинцы-участники акции, где бы они ни находились, были впоследствии убиты израильскими спецслужбами.
- 15 сентября Вышел в свет первый номер подпольного журнала «Евреи в СССР» выходивший до 1980 г. Издатели — Нина и Александр Воронель.

1973
- 11 сентября Ариэль Шарон создает Ликуд
- 1 октября Сирия и Египет объявляют повышенную боеготовность. На запрос Голды Меир военная разведка ответила, что никакой опасности войны нет. В канун Йом Кипура кабинет решает не наносить превентивного удара.
- 6 октября в 14 .00 Сирия и Египет начинают наступление. Начало Войны судного дня.
- 7 октября Тяжелые бои на Синае и Голанах. Множество убитых и раненых. Самолеты израильских ВВС сбиваются новыми советскими ракетами. Очереди за продуктами.
- 8 октября провал израильского контрнаступления на Синае.
- 9 октября ЦАХАЛ в 50 км от Дамаска.
- 16 октября Форсирование Суэцкого канала.
- 22 октября Окружение 3 египетской армии.

## От Войны Судного дня до мира с Египтом
1973
- 1 декабря В 87 лет скончался от инсульта Давид Бен-Гурион.
- 31 декабря Выборы в Кнессет 8-го созыва.

1974
- 18 января Соглашение о прекращении огня с Египтом.
- 1 апреля Опубликован отчет комиссии Аграната о причинах провала войны Судного дня. Во всем обвиняли военных. О членах правительства не было ни слова.
- 11 апреля Голда Меир уходит в отставку под влиянием отчета Аграната и массовых демонстраций.
- 3 июня Ицхак Рабин становится премьер-министром вместо ушедшей в отставку Голды Меир.
- 15 мая Террористы зверски убили 25 школьников в Маалоте. Ранено 74 человек.

1975
- 10 ноября ООН принимает решение, приравнивающее сионизм к расизму.

1976
- 4 июля Операция Энтеббе.
- 20 декабря Ицхак Рабин подает в отставку.

1977
- 7 апреля Рабин заявил об уходе из партии Авода и из политической деятельности в связи с тем, что его жена Леа держала валютный счет в США, что было запрещено.
- 10 мая «Катастрофа 44». В ходе полета на малой высоте в Иорданской долине вертолет с десантниками на борту врезался в землю неподалёку от Иерихона, погибли 44 десантника и десять членов экипажа.
- 17 мая Выборы в Кнессет 9-го созыва. «Переворот». К власти приходит Ликуд во главе с Бегином.
- 19 ноября Прибытие Садата в Иерусалим.
- 25 декабря Визит Бегина в Египет.

1978
- 22 апреля Израильский певец Изхар Коэн становится победителем 23 конкурса песни Евровидение в Париже с песней «A-Ba-Ni-Bi», исполненной им совместно с группой «Alphabeta».
- 10 августа Приговор Натану Щаранскому — 13 лет за шпионаж.
- 9 сентября Подписание Кемп-девидских соглашений.
- 18 декабря в возрасте 80 лет скончалась Голда Меир.

1979
- 26 марта Подписан мирный договор с Египтом.

## 1980-е годы
1980
- 18 февраля Открытие египетского посольства в Тель-Авиве.
- 30 августа Кнессет Израиля принимает закон об Иерусалиме.

1981
- 7 июня Бомбардировка и уничтожение иракского ядерного реактора.
- 30 июня Выборы в Кнессет 10-го созыва.

1982
- 3 июня Ранен в голову израильский посол в Лондоне Шломо Аргов.
- 6 июня Начало операции «Мир Галилее». Израильские самолеты атаковали базы террористов в Ливане.
- 9 июня Сирия вступила в войну. Треть сирийских ВВС уничтожена. Уничтожены все зенитно-ракетные установки Сирии в Ливане.
- 24 июня Тяжелый бой с сирийцами на шоссе Бейрут — Дамаск.
- 16 сентября Христианские фалангисты уничтожили сотни мусульман в лагерях беженцев Сабра и Шатила. Мировое сообщество обвинило Израиль.

1983
- 6 мая Мирное соглашение с Ливаном. 45 км зона безопасности.
- 28 августа Менахем Бегин заявляет об уходе в отставку.

1984
- 12 апреля Маршрут номер 300. Террористы захватили междугородный автобус, ехавший по маршруту 300 из Тель-Авива в Ашкелон. После задержания захваченные террористы были убиты сотрудниками Общей службы безопасности «Шабак», что вызвало крупный скандал.
- 23 июля Выборы в Кнессет 11-го созыва. После выборов образовано правительство национального единства.

1986
- 11 февраля Прибытие Щаранского в Израиль.

1987
- 9 декабря Начало первой палестинской интифады. Волнения и демонстрации на оккупированных территориях.

1988
- 1 ноября Выборы в Кнессет 12-го созыва.

## 1990-е годы
1990
- 15 марта «Вонючий трюк» Переса. Правительство уходит в отставку в результате вотума недоверия, организованного Пересом и Арье Дери.
- 6 ноября Убийство Меира Кахане.

1991
- 18 октября Восстановлены дипломатические отношения с СССР.

1992
- 9 марта В возрасте 79 лет скончался Менахем Бегин.
- 23 июня Победа Аводы на выборах в Кнессет 13-го созыва. Рабин — премьер-министр.

1993
- 13 сентября подписание ословских соглашений между Ицхаком Рабином и Ясиром Арафатом в Белом доме.

1994
- 25 февраля Активист ультраправой сионистской организации, религиозный репатриант из США д-р Барух Гольдштейн убивает 35 арабов во время молитвы в пещере Махпела, что приводит к запрещению организации «Кахане Хай».
- 1 июля Прибытие Арафата в Газу.
- 26 октября Мирный договор с Иорданией.

1995
- 4 ноября Убийство Ицхака Рабина. Шимон Перес становится исполняющим обязанности премьер-министра.

1996
- 29 мая Выборы в Кнессет 14-го созыва и премьер-министра. Победа Биньямина Нетаньяху над Шимоном Пересом.

1997
- 15 января Натаньяху подписывает Хевронский протокол.
- 4 февраля Два военно-транспортных вертолета CH-53 столкнулись в небе над мошавом Шеар Ишув. Погибли 73 военнослужащих Армии обороны Израиля.
- 9 апреля Госпремия театру Гешер.

1998
- 9 мая Израильская певица Дана Интернэшнл с песней «Diva» становится победителем 43 конкурса песни Евровидение, проходившем в Бирмингеме.

1999
- 17 мая Выборы в Кнессет 15-го созыва и премьер-министра. Премьером становится Эхуд Барак

## 2000-е годы
2000
- 21 марта Визит папы римского Иоанна Павла II
- 24 мая Завершение вывода войск из Ливана
- 28 сентября Посещение Ариэлем Шароном Храмовой горы, ставшее поводом для начала второй интифады

2001
- 6 февраля Ариэль Шарон побеждает на премьерских выборах.
- 1 июня Теракт в тель-авивской дискотеке «Dolphi», где погиб 21 человек, большая часть которых — дети, в основном выходцы из бывшего Советского Союза, в возрасте от 14 до 17 лет. Шестеро из них были учениками школы Шевах-Мофет
- 4 октября Силы ПВО Украины сбили над Чёрным морем самолёт Ту-154 авиакомпании Сибирь, летевший из Тель-Авива в Новосибирск. Погибли 78 человек.
- 17 октября убийство Рехаваама Зеэви (Ганди)

2002
- 29 марта Апогей интифады Аль-Аксы. Теракт в отеле «Парк» в Нетании уносит более 25 жизней и становится основанием для проведения в апреле операции «Защитная стена» и блокады Арафата в его резиденции в Рамалле

2003
- 16 января Стартовал шаттл Колумбия с первым израильским космонавтом Иланом Рамоном на борту.
- 28 января Выборы в Кнессет 16-го созыва.

2004
- 4 мая Убийство семьи Тали Хатуэль

2005
- 27 апреля Визит Владимира Путина в Израиль и Палестинскую автономию
- 31 мая Правительство официально признало евреями этническую группу Бней-Менаше из северо-восточной Индии
- 15 августа Начало вывода еврейских поселений из сектора Газа

2006
- 4 января Шарон госпитализирован с обширным инсультом
- 28 марта Победа партии Кадима на выборах в кнессет 17-го созыва
- 11 апреля Ариэль Шарон, более трех месяцев находящийся в коме, объявлен полностью недееспособным. Обязанности премьер-министра перешли к Эхуду Ольмерту
- 25 июня палестинские боевики из группировки «Комитеты народного сопротивления» захватили раненого Гилада Шалита из подбитого танка, стоявшего на территории дорожного блокпоста.
- 28 июня Начало операции «Летние дожди»
- 12 июля Начало Второй ливанской войны.

2007
- 13 июня Шимон Перес избран президентом
- 27 ноября Конференция в Аннаполисе

2008
- 29 мая По результатам голосования, проводимого мининстерствами Просвещения и Экологии птицей — символом Израиля выбран удод.
- 25 июня В Иерусалиме открыт струнный мост «Арфа Давида», построенный по проекту Сантьяго Калатравы.
- 16 июля Хезболла передала Израилю тела двух солдат, похищенных в 2006 году в обмен на освобождение пятерых ливанских заключённых из израильских тюрем, включая Самира Кунтара.
- 17 декабря В районе Эйлата упал в пропасть автобус с работниками туристических фирм Санкт-Петербурга. Погибло 25 человек.
- 27 декабря Начало операции «Литой свинец» в секторе Газа.

2009
- 10 февраля Выборы в кнессет 18-го созыва
- 20 февраля Биньямин Нетаньяху формирует правительство Израиля.
- 17 октября Крупнейшее криминальное происшествие в истории страны. Убиты шесть членов семьи Ушеренко, включая трёхлетнюю девочку и трёхмесячного мальчика.

## 2010-е годы
2010
- 16 апреля В Хадере открыт самый мощный в мире опреснитель морской воды.
- 31 мая В Средиземном море израильские военные корабли с помощью оружия остановили конвой из шести судов, направлявшийся в сектор Газа, в ходе инцидента убиты не менее десяти человек, несколько десятков — ранены.
- 2 декабря Пожар в пригородах Хайфы. Сгорело более 50000 дунамов леса и киббуц Бейт-Орен. Более 40 погибших.
- 30 декабря Бывший президент Моше Кацав признан виновным в сексуальных преступлениях.

2011
- 12 апреля Впервые в истории Израиля, зарегистрирован гражданский брак.
- 14 июля Начало палаточных протестов против высоких цен на жильё и социальной незащищённости
- 18 августа Нападение боевиков к северу от Эйлата. 8 погибших.
- 19 августа Иерусалимский скоростной трамвай перевёз первых пассажиров.
- 17 сентября на пляже «Минерал», на берегу Мертвого моря, скандально известный американский фотограф Спенсер Туник провел массовую голую фотосессию. Для участия в съемках были отобраны более 1000 добровольцев.
- 23 сентября Махмуд Аббас подал в ООН просьбу о признании независимости Палестинского государства
- 11 октября подписано предварительное соглашение с ХАМАС об обмене Гилада Шалита на 1027 палестинцев заключённых в израильских тюрьмах.

2012
- 9 марта — 15 марта Столкновения между Израилем и Сектором Газа — днём 9 марта 2012 года ВВС Израиля точечным ударом ликвидировали генерального секретаря организации «Комитеты народного сопротивления» Зухейра Аль-Кейси и его соратника Ахмада Ханини.
- 4 мая Хагай Амир, брат Игаля Амира освобождён из тюрьмы, где провёл 16,5 лет.
- 14 ноября Израиль начал операцию «Облачный столп» в Газе. Убит «начальник генштаба» «Бригад Изаддина аль-Касама» (ХАМАС) Ахмад Джабари.
- 21 ноября Объявлено о мирном соглашении Израиля и ХАМАС, достигнутом при посредничестве Египта.

2013
- 22 января Выборы в кнессет 19-го созыва.
- 5 июня — 18 июня Израиль принимал чемпионат Европы по футболу среди игроков не старше 21 года. Чемпионом стала сборная Испании.

2014
- 11 января После восьмилетнего пребывания в коме умер Ариэль Шарон.
- 5 марта Операция «Полное разоблачение» — захват в Красном море судна с оружием.
- 13 мая Окружной суд Тель-Авива приговорил бывшего премьер-министра Израиля Эхуда Ольмерта к шести годам тюремного заключения по обвинению в получении взяток в рамках дела Holyland.
- 10 июня Новым Президентом Израиля избран Реувен Ривлин. Вступил в должность 24 июля 2014 года.
- 12 июня Похищение и убийство израильских подростков на Западном берегу реки Иордан.
- 2 июля Убийство Мухаммада абу-Хдейра.
- 8 июля Начата Операция «Нерушимая скала».

2015
- 17 марта Выборы в кнессет 20-го созыва.
- 21 августа В рамках проекта Тель-Авивского метротрама взорван мост Маарив.

2016
- 8 июня Теракт в квартале Сарона в Тель-Авиве. 4 человека погибли.
- 24 ноября Крупные лесные пожары по всей стране. Из Хайфы эвакуированы десятки тысяч жителей
- 23 декабря Принята резолюция СБ ООН с требованием к Израилю прекратить строительство поселений на оккупированной палестинской территории, из голосовавших воздержался лишь делегат США, однако Соединённые Штаты неожиданно не применили право вето.

2017
- 6 декабря Президент США Дональд Трамп объявил о признании Иерусалима столицей Израиля и поручил перенести туда посольство США.

2018
- 4 мая В Иерусалиме стартовал 101-й выпуск шоссейной велогонки Джиро д’Италия.
- 12 мая На конкурсе песни Евровидение-2018 победила представительница Израиля Нета Барзилай с песней «Toy».
- 19 июля Принят Основной закон: Израиль — национальное государство еврейского народа.

2019
- 9 апреля Выборы в кнессет 21-го созыва. Ликуд и Кахоль-Лаван получили по 35 мандатов.
- 18 мая В Тель-Авиве завершился 64‑й конкурс песни Евровидение-2019.
- 30 мая Кнессет 21-го созыва проголосовал за самороспуск из-за невозможности сформировать Правительство.
- 17 сентября Выборы в кнессет 22-го созыва.
- 12 ноября начало операции «Чёрный пояс»
- 12 декабря Кнессет 22-го созыва самораспустился из-за невозможности сформировать Правительство.

## 2020-е годы
2020
- 23 января В Иерусалимском музее Яд Ва-шем открылся Пятый Всемирный форум памяти Холокоста с участием 45 глав государств.
- 28 января Опубликован и презентован Дональдом Трампом План США по ближневосточному урегулированию («Сделка века»).
- 2 марта. Выборы в Кнессет 23-го созыва.

2021
- 23 марта. Выборы в Кнессет 24-го созыва.
- 29 апреля В результате давки на горе Мерон во время празднования Лаг ба-Омер в ночь на пятницу, 30 апреля, погибли не менее 45 человек.

2023
- Начала работу легкорельсовая транспортная система Тель-Авива